# لوس باريوس
بلدية لوس باريوس (بالإسبانية: Los Barrios)‏، هي إحدى بلديات مقاطعة قادس, التي تقع في منطقة الأندلس جنوب إسبانيا.
يبلغ عدد سكانها 17.915 نسمة وفقاً لإحصائية سنة (2002).